# 깨풀
깨풀(Acalypha australis)은 대극과의 한해살이풀이다. 아시아 온대 지역인 중국, 한국, 일본과 열대 지역인 필리핀에 분포한다.

## 생태
길가나 밭둑에서 자란다. 전체에 짧은 털이 나고 줄기는 곧게 서며 가지가 많이 갈라진다. 잎은 어긋나며 잎자루가 있고 달걀 모양의 긴타원형 또는 달걀 모양의 바소꼴이며 잎밑이 쐐기 모양이고 끝은 날카로우며 뭉뚝한 톱니가 있다. 꽃은 암수한그루로 수상꽃차례이며 7-8월에 갈색으로 잎겨드랑이에 핀다. 바늘 모양의 기다란 꽃이삭에 자잘한 수꽃이 달리며 그 밑에 꽃턱잎에 둘러싸인 암꽃이 모여서 핀다. 열매는 공 모양의 삭과로 3출하며, 유면에 거친 털이 드문드문 난다. 포에 싸이며 지름 3밀리미터 정도이다.

## 사진

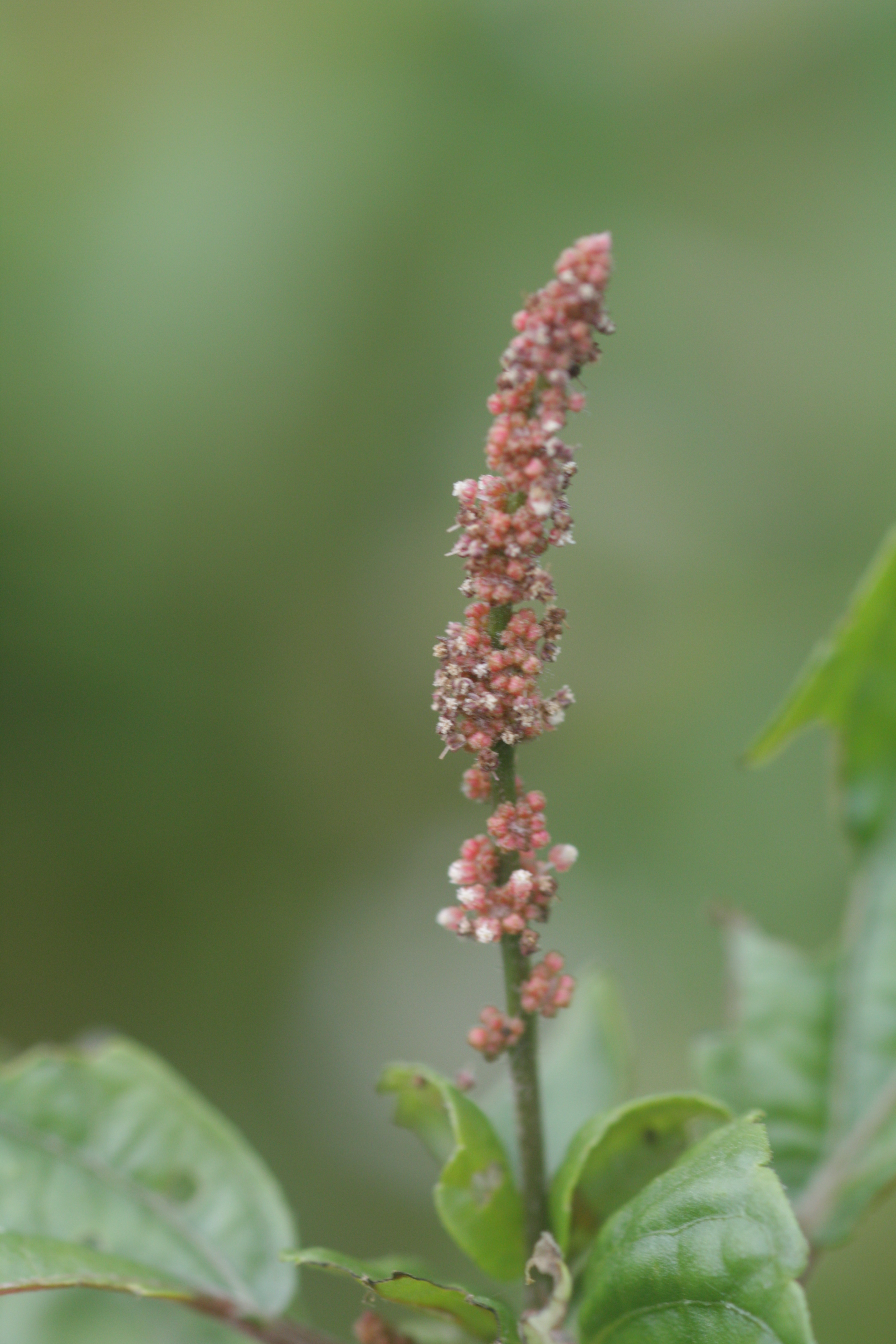
수꽃
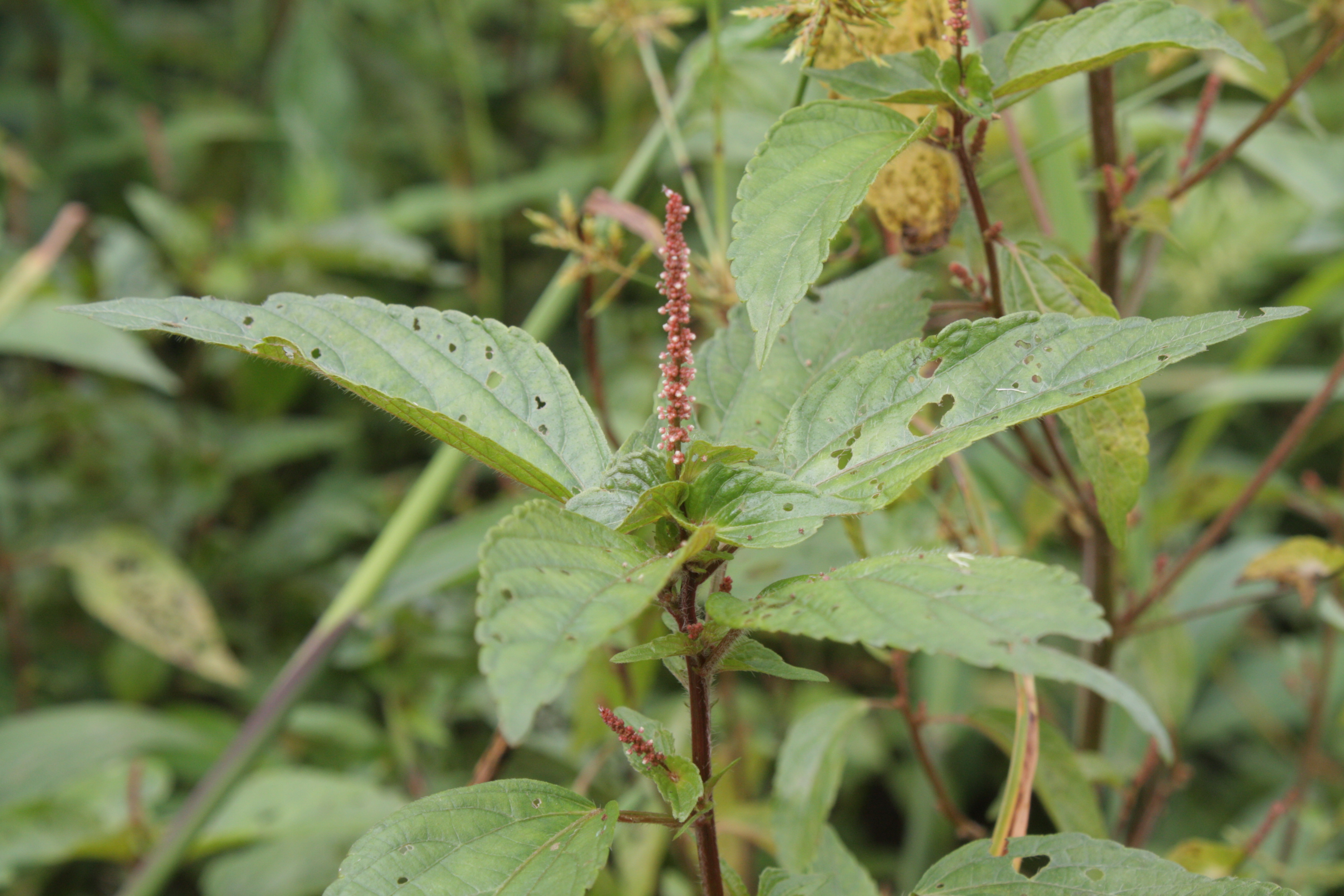
꽃차례